# 조명래
조명래(趙明來, 1955년 3월 22일 - )는 단국대학교 도시지역계획학 교수이며, 대한민국의 제18대 환경부 장관이다.

## 학력
- 안동고등학교 졸업
- 단국대학교 지역개발학 학사
- 1981년 서울대학교 환경대학원 환경계획학 석사
- 1986년 서섹스대학교 대학원 도시 및 지역학 석사
- 1992년 서섹스대학교 대학원 도시 및 지역학 박사

## 경력
- 1985년 ~ : 단국대학교 사회과학부 도시지역계획학 교수
- 2001년 7월 ~ 2004년 6월: 한국공간환경학회 회장
- 2003년 3월 ~ 2008년 2월: 대통령직속 국가균형발전위원회 전문위원
- 2011년 10월 ~ 2017년 12월: 환경정의 공동대표
- 2013년 10월 ~ 2015년 9월: 서울시 지속가능발전위원회 위원장
- 2017년 11월 ~ 2018년 10월: 제11대 한국환경정책평가연구원 원장
- 2018년 1월 ~ 2018년 10월: 환경연구기관장협의회 회장
- 2018년 7월 ~ 2018년 10월: 세종국가리더십위원회 국가지속가능발전 분과위원회 위원장
- 2018년 11월 ~ 2021년 1월: 환경부 장관[1][2]
- 2018년 11월 ~ 2021년 1월: 대통령직속 국가균형발전위원회 당연직위원
- 2018년 11월 ~ 2021년 1월: 녹색성장위원회 당연직위원
- 2019년 5월 ~ 2021년 1월: 국가기후환경회의 위원(정부)